# Pteris muricella
Pteris muricella är en kantbräkenväxtart som beskrevs av Fée. Pteris muricella ingår i släktet Pteris och familjen Pteridaceae. Inga underarter finns listade.